# Campionati mondiali di nuoto in vasca corta 2010 - 50 metri dorso maschili
Le qualifiche per le semifinali si sono svolte la mattina del 17 dicembre 2010, mentre le semifinali si sono svolte la sera dello stesso giorno. La finale si è svolta la sera del 18 dicembre 2010.

## Medagliere
| Posizione | Atleta                  | Paese  |
| --------- | ----------------------- | ------ |
| Oro       | Stanislav Donets        | Russia |
| Argento   | Xiaolei Sun             | Cina   |
| Argento   | Aschwin Wildeboer Faber | Spagna |

## Record
Prima della manifestazione il record del mondo (RM) e il record dei campionati (RC) erano i seguenti:
| Record mondiale       | 22.61 | Peter Marshall Stati Uniti | 22 novembre 2009 Singapore             |
| Record dei campionati | 23.41 | Liam Tancock Regno Unito   | 11 aprile 2008 Manchester, Regno Unito |

Durante la competizione sono stati migliorati i seguenti record:
| Data             | Evento        | Atleta           | Nazione | Tempo | Record                |
| ---------------- | ------------- | ---------------- | ------- | ----- | --------------------- |
| 17 dicembre 2010 | 10ª batteria  | Stanislav Donets | Russia  | 23.24 | Record dei campionati |
| 17 dicembre 2010 | 2ª semifinale | Stanislav Donets | Russia  | 23.02 | Record dei campionati |
| 18 dicembre 2010 | Finale        | Stanislav Donets | Russia  | 22.93 | Record dei campionati |

## Risultati batterie
| Pos. | Batteria | Corsia | Atleta                           | Nazionalità         | Tempo       | Note                  |
| ---- | -------- | ------ | -------------------------------- | ------------------- | ----------- | --------------------- |
| 1    | 10       | 4      | Stanislav Donets                 | Russia              | 23.24       | Record dei campionati |
| 2    | 1        | 3      | Xiaolei Sun                      | Cina                | 23.41       |                       |
| 3    | 10       | 2      | Nicholas Thoman                  | Stati Uniti         | 23.49       |                       |
| 4    | 10       | 3      | Aschwin Wildeboer Faber          | Spagna              | 23.66       |                       |
| 5    | 8        | 3      | Benjamin Treffers                | Australia           | 23.73       |                       |
| 6    | 9        | 4      | Jérémy Stravius                  | Francia             | 23.75       |                       |
| 7    | 9        | 3      | Camille Lacourt                  | Francia             | 23.78       |                       |
| 8    | 8        | 2      | David Plummer                    | Stati Uniti         | 23.88       |                       |
| 8    | 10       | 5      | Guilherme Guido                  | Brasile             | 23.88       |                       |
| 10   | 8        | 6      | Stefan Herbst                    | Germania            | 23.98       |                       |
| 11   | 8        | 4      | Mirco Di Tora                    | Italia              | 24.01       |                       |
| 12   | 9        | 5      | Damiano Lestingi                 | Italia              | 24.07       |                       |
| 13   | 2        | 7      | Guy Marcos Barnea                | Israele             | 24.09       |                       |
| 14   | 10       | 1      | Pavel Sankovič                   | Bielorussia         | 24.16       |                       |
| 15   | 6        | 3      | John Jake Tapp                   | Canada              | 24.20       |                       |
| 15   | 9        | 6      | Arkady Vyatchanin                | Russia              | 24.20       |                       |
| 17   | 9        | 2      | Masafumi Yamaguchi               | Giappone            | 24.22       |                       |
| 18   | 6        | 6      | Albert Subirats                  | Venezuela           | 24.23       |                       |
| 19   | 9        | 1      | Jonatan Koplev                   | Israele             | 24.28       |                       |
| 20   | 7        | 3      | Ryōsuke Irie                     | Giappone            | 24.32       |                       |
| 21   | 10       | 8      | Omar Pinzón                      | Colombia            | 24.33       |                       |
| 22   | 8        | 5      | Nicolaas Driebergen              | Paesi Bassi         | 24.36       |                       |
| 23   | 10       | 6      | Radosław Kawęcki                 | Polonia             | 24.61       |                       |
| 24   | 10       | 7      | Daniel Arnamnart                 | Australia           | 24.67       |                       |
| 25   | 7        | 1      | Yu-An Lin                        | Taipei cinese       | 24.76       |                       |
| 26   | 8        | 7      | Garth Virgil Tune                | Sudafrica           | 24.79       |                       |
| 27   | 9        | 7      | Andrejs Duda                     | Lettonia            | 24.88       |                       |
| 28   | 8        | 1      | Lavrans Solli                    | Norvegia            | 24.92       |                       |
| 29   | 7        | 4      | Juan David Molina                | Colombia            | 24.97       |                       |
| 30   | 7        | 6      | Jianbin He                       | Cina                | 25.16       |                       |
| 31   | 6        | 7      | Ping Yuan                        | Taipei cinese       | 25.23       |                       |
| 31   | 7        | 2      | Sverre Naess                     | Norvegia            | 25.23       |                       |
| 33   | 1        | 6      | Charles William Walker           | Filippine           | 25.38       |                       |
| 33   | 9        | 8      | Fabio Santi                      | Brasile             | 25.38       |                       |
| 35   | 7        | 5      | Federico Grabich                 | Argentina           | 25.50       |                       |
| 36   | 6        | 5      | Serghei Golban                   | Moldavia            | 25.53       |                       |
| 37   | 7        | 7      | Andres Olvik                     | Estonia             | 25.55       |                       |
| 38   | 4        | 6      | Alex Hernandez Medina            | Cuba                | 25.61       |                       |
| 39   | 6        | 1      | Charles Daniel Hockin Brusquetti | Paraguay            | 25.69       |                       |
| 40   | 4        | 5      | Mattias Carlsson                 | Svezia              | 25.72       |                       |
| 41   | 5        | 4      | Kristian Kron                    | Svezia              | 25.76       |                       |
| 41   | 6        | 2      | Abdullah Altuwaini               | Kuwait              | 25.76       |                       |
| 43   | 6        | 4      | Jean-François Schneiders         | Lussemburgo         | 25.82       |                       |
| 44   | 5        | 2      | Raphael Stacchiotti              | Lussemburgo         | 25.85       |                       |
| 45   | 8        | 8      | Charles Francis                  | Canada              | 25.87       |                       |
| 46   | 7        | 8      | Sergey Pankov                    | Uzbekistan          | 25.88       |                       |
| 47   | 5        | 3      | Mohamed Hussein                  | Egitto              | 26.20       |                       |
| 48   | 5        | 1      | Al Ghaferi Mohammed              | Emirati Arabi Uniti | 26.33       |                       |
| 49   | 6        | 8      | Antonio Tong                     | Macao               | 26.35       |                       |
| 50   | 4        | 4      | Nicholas James                   | Zimbabwe            | 26.52       |                       |
| 51   | 5        | 6      | Jean Luis Apolinar Gomez Nuñez   | Rep. Dominicana     | 26.55       |                       |
| 52   | 5        | 7      | Amine Kouame                     | Marocco             | 26.81       |                       |
| 53   | 5        | 8      | Shuaib Althuwaini                | Kuwait              | 26.96       |                       |
| 54   | 4        | 3      | Boris Kirillov                   | Azerbaigian         | 27.11       |                       |
| 55   | 4        | 2      | Saeed Malekae Ashtiani           | Iran                | 27.17       |                       |
| 56   | 4        | 1      | Pok Man Ngou                     | Macao               | 27.48       |                       |
| 57   | 4        | 7      | Mark Sammut                      | Malta               | 28.01       |                       |
| 58   | 2        | 6      | Alkulaibi Aiman                  | Oman                | 28.03       |                       |
| 59   | 3        | 4      | Ali Ahmed                        | Brunei              | 29.09       |                       |
| 60   | 3        | 5      | Dulguun Batsaikhan               | Mongolia            | 29.16       |                       |
| 61   | 3        | 7      | Nuno Miguel Rola                 | Angola              | 29.31       |                       |
| 62   | 4        | 8      | Hamdan Iqbal Bayusuf             | Kenya               | 29.47       |                       |
| 63   | 3        | 3      | Saif Alaslam Saeed Al-Saadi      | Iraq                | 29.60       |                       |
| 64   | 3        | 1      | Roman Hramtsov                   | Turkmenistan        | 30.10       |                       |
| 65   | 3        | 6      | Mohd Bahrin Shah Behrom Shem     | Brunei              | 30.81       |                       |
| 66   | 1        | 5      | Zin Maung Htet                   | Birmania            | 31.76       |                       |
| 67   | 2        | 3      | Hilal Hilal                      | Tanzania            | 31.93       |                       |
| 68   | 3        | 8      | Belete Fiseha Hailu              | Etiopia             | 31.99       |                       |
| 69   | 3        | 2      | Tano Pierre Claver Atta          | Costa d'Avorio      | 32.68       |                       |
| 70   | 2        | 8      | Inayath Hassan                   | Maldive             | 34.04       |                       |
| 71   | 2        | 4      | Giordan Harris                   | Isole Marshall      | 35.02       |                       |
| 72   | 2        | 5      | Renis Krisafi                    | Albania             | 38.18       |                       |
|      | 1        | 4      | Ben Owusu Martinsom              | Ghana               | Non partito | Non partito           |
|      | 2        | 1      | Derya Büyükunçu                  | Turchia             | Non partito | Non partito           |
|      | 2        | 2      | Kwame Apenteng                   | Ghana               | Non partito | Non partito           |
|      | 5        | 5      | Khachik Plavchyan                | Armenia             | Non partito | Non partito           |

## Semifinali
| Pos. | Batteria | Corsia | Atleta                  | Nazionalità | Tempo | Note                  |
| ---- | -------- | ------ | ----------------------- | ----------- | ----- | --------------------- |
| 1    | 2        | 4      | Stanislav Donets        | Russia      | 23.02 | Record dei campionati |
| 2    | 1        | 4      | Xiaolei Sun             | Cina        | 23.23 |                       |
| 3    | 2        | 6      | Camille Lacourt         | Francia     | 23.37 |                       |
| 4    | 1        | 5      | Aschwin Wildeboer Faber | Spagna      | 23.44 |                       |
| 5    | 2        | 2      | Guilherme Guido         | Brasile     | 23.53 |                       |
| 5    | 2        | 5      | Nicholas Thoman         | Stati Uniti | 23.53 |                       |
| 7    | 2        | 3      | Benjamin Treffers       | Australia   | 23.63 |                       |
| 8    | 1        | 3      | Jérémy Stravius         | Francia     | 23.74 |                       |
| 9    | 1        | 6      | David Plummer           | Stati Uniti | 23.86 |                       |
| 10   | 2        | 7      | Mirco Di Tora           | Italia      | 23.93 |                       |
| 10   | 2        | 1      | Guy Marcos Barnea       | Israele     | 23.93 |                       |
| 12   | 1        | 7      | Damiano Lestingi        | Italia      | 23.96 |                       |
| 12   | 2        | 8      | John Jake Tapp          | Canada      | 23.96 |                       |
| 14   | 1        | 2      | Stefan Herbst           | Germania    | 24.01 |                       |
| 15   | 1        | 1      | Pavel Sankovič          | Bielorussia | 24.10 |                       |
| 16   | 1        | 8      | Arkady Vyatchanin       | Russia      | 24.23 |                       |

## Finale
| Pos. | Corsia | Atleta                  | Nazionalità | Tempo | Note                  |
| ---- | ------ | ----------------------- | ----------- | ----- | --------------------- |
|      | 4      | Stanislav Donets        | Russia      | 22.93 | Record dei campionati |
|      | 5      | Xiaolei Sun             | Cina        | 23.13 |                       |
|      | 6      | Aschwin Wildeboer Faber | Spagna      | 23.13 |                       |
| 4    | 3      | Camille Lacourt         | Francia     | 23.16 |                       |
| 5    | 7      | Nicholas Thoman         | Stati Uniti | 23.28 |                       |
| 6    | 2      | Guilherme Guido         | Brasile     | 23.39 |                       |
| 7    | 8      | Jérémy Stravius         | Francia     | 23.53 |                       |
| 8    | 1      | Benjamin Treffers       | Australia   | 23.68 |                       |